# Karel Honzík
Karel Honzík (24. září 1900 Le Croisic, Francie – 4. února 1966, Praha) byl český architekt, teoretik architektury a designér, zejména návrhář nábytku. Byl autorem odborných publikací i sci-fi knih.

## Životopis
Studoval v letech 1918–1925 na Vysoké škole architektury a pozemního stavitelství na ČVUT, kde se stal po 2. světové válce profesorem (od roku 1945). Patřil do skupiny architektů meziválečné avantgardy, byl členem tzv. Puristické čtyřky, spoluzakladatel spolku Devětsil a od samotného vzniku členem Levé fronty (1929), později působil ve Svazu socialistických architektů. Ve své tvorbě zpočátku vycházel ze zásad kubismu, později přešel k purismu. Od 30. let se s kolegou, architektem Ladislavem Žákem, věnoval konceptu životního slohu; od 40. let se k dvojici připojil Bohuslav Brouk. Začátkem třicátých let spolupracoval s anglickým architektem F. R. S. Yorkem na knize The Modern House, která byla vydaná v roce 1934.

### Po roce 1945
V roce 1946 podepsal  prokomunistické „Májové poselství kulturních pracovníků českému lidu!“ publikované před květnovými volbami do Ústavodárného Národního shromáždění. Tento předvolební manifest komunistů podepsalo celkem 843 kulturních pracovníků a komunisté volby vyhráli. V roce 1948 podepsal  prokomunistickou výzvu Kupředu, zpátky ni krok!, jež byla vydána dne 25. února 1948 pro podporu komunistického převratu. V roce 1948 se stal prvním ředitelem Stavoprojektu. V letech 1950–1951 byl členem redakce měsíčníku Architektura ČSR. Aktivně vystupoval proti kýči v oblasti bytového vybavení.

## Dílo

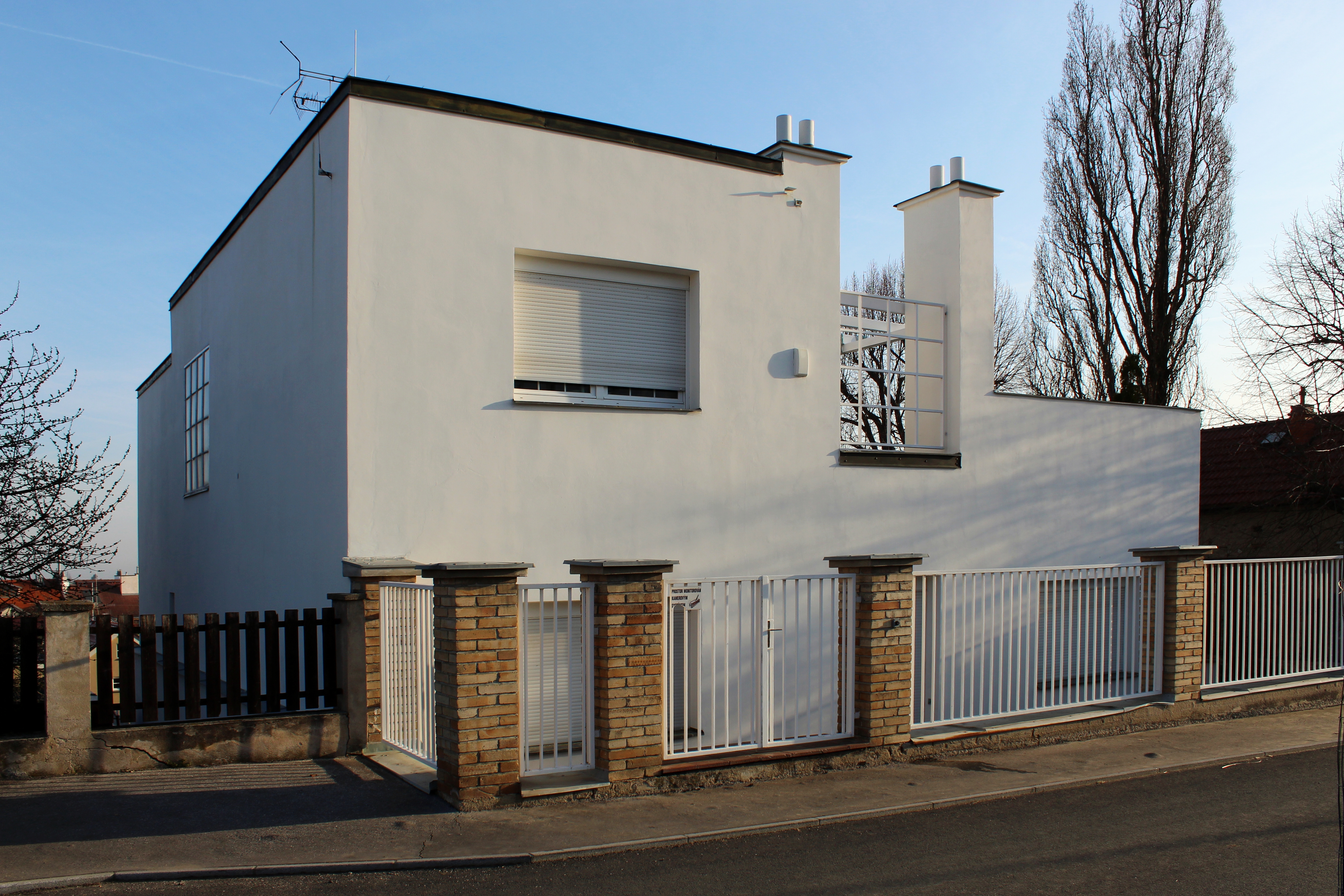
Rodinný dům v Břevnově

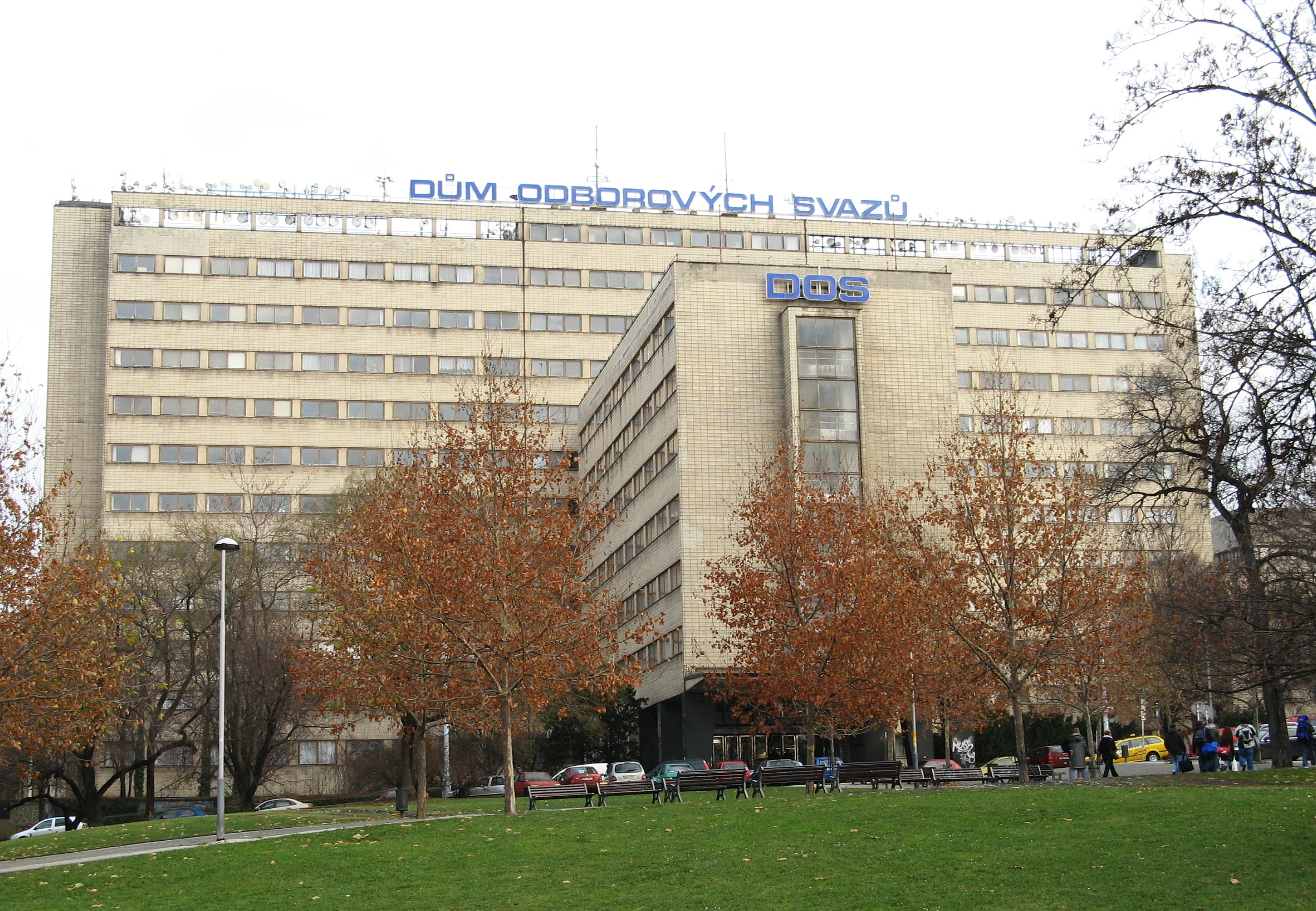
Budova Všeobecného penzijního ústavu v Praze na Žižkově, dnes Dům odborových svazů

- 1925–1926 Přestavba rodinného domu č. p. 378, Praha 6-Břevnov, Za Strahovem 55,[6]
- 1926–1928 Nájemní dům č. p. 449, Praha 5-Košíře, Starokošířská 5, spolu s Josefem Domkem,[6]
- 1929 Rodinný dům redaktora Karla Jíšeho,[6]
- 1929–1930 Rodinný dům Františka Langera, č. p. 331, Praha 4-Podolí, Nad cementárnou 23,[6]
- 1929–1934 Všeobecný penzijní ústav, Praha 3 – Žižkov; spolu s Josefem Havlíčkem,
- 1931–1932 Nájemní domy č. p. 1120, 1035 (též Domy Všeobecného penzijního ústavu), Praha 4-Nusle, Pátého května 37–41, spolu s Josefem Havlíčkem,[6][7]
- 1939 Venkovský rodinný dům Gustava Helmhackera č. p. 150, Plzeň-Hradiště,[8]
- 1939 Venkovský dům Františka Kovárny čp. 6, Bezmíř

## Spisy

### Odborné práce (výběr)
- Úvod do studia psychických funkcí v architektuře (1944)
- Necessismus: Myšlenka rozumné spotřeby (1946)
- Tvorba životního slohu (1946)
- Architektura všem (1956)
- Za obzorem věcnosti (2002, ed. Dita Dvořáková-Robová; angl. Beyond the horizon of objectivity, 2002, přel. Ladislav Nagy)

### Paměti
- Ze života avantgardy. Praha 1963

### Sci-fi prózy
- Znovuzřízení ráje (1961)
- Stopa ve vesmíru (napsal 1952, vydáno posmrtně 1970)[9].